# Milam
Milam é uma Região censo-designada localizada no estado norte-americano de Texas, no Condado de Sabine.

## Demografia
Segundo o censo norte-americano de 2000, a sua população era de 1329 habitantes.

## Geografia
De acordo com o United States Census Bureau tem uma área de 86,5 km², dos quais 85,0 km² cobertos por terra e 1,5 km² cobertos por água. Milam localiza-se a aproximadamente 95 m acima do nível do mar.

## Localidades na vizinhança
O diagrama seguinte representa as localidades num raio de 32 km ao redor de Milam.